# Joseph Thomas de la Plesse
Joseph Thomas de la Plesse est un homme politique français né le 21 avril 1794 à Vitré (Ille-et-Vilaine) et décédé le 12 avril 1883 à Vitré.

## Biographie
Avocat, maire de Vitré, conseiller général, il est député d'Ille-et-Vilaine de 1838 à 1848, siégeant dans l'opposition.

## Sources
- « Joseph Thomas de la Plesse », dans Adolphe Robert et Gaston Cougny, Dictionnaire des parlementaires français, Edgar Bourloton, 1889-1891 [détail de l’édition]